# Phymata
Phymata is een geslacht van wantsen uit de familie Reduviidae (Roofwantsen). Het geslacht werd voor het eerst wetenschappelijk beschreven door Pierre André Latreille in 1802.

## Soorten
Het genus bevat de volgende soorten:

- Phymata aberrans Dudich, 1922
- Phymata acuta Stål, 1860
- Phymata acutangula (Guerin, 1857)
- Phymata albopicta Handlirsch, 1897
- Phymata alibpennis Kormilev, 1965
- Phymata americana Melin, 1930
- Phymata ampliata Kormilev, 1962
- Phymata andina Melin, 1930
- Phymata angulata Uhler, 1894
- Phymata annulipes Stål, 1862
- Phymata arctostaphylae Van Duzee, 1914
- Phymata armata Handlirsch, 1897
- Phymata atra Melin, 1930
- Phymata barberi Kormilev, 1962
- Phymata beieri Kormilev, 1962
- Phymata bergi Kormilev, 1950
- Phymata bimini Barber, 1954
- Phymata bipunctata Kormilev, 1951
- Phymata birabeni Kormilev, 1930
- Phymata bogotana Handlirch, 1897
- Phymata boliviana Dudich, 1922
- Phymata borica Evans, 1931
- Phymata brailovskyi Kormilev, 1990
- Phymata breviceps Stål, 1876
- Phymata carinata (Fabricius, 1803)
- Phymata carioca Kormilev, 1951
- Phymata carneipes Mayr, 1865
- Phymata carvalhoi Kormilev, 1950
- Phymata centralis Kormilev, 1962
- Phymata chilensis Handlirch, 1897
- Phymata chinai Kormilev, 1962
- Phymata chinensis Drake, 1947
- Phymata cinnamomea Handlirch, 1897
- Phymata colombiana Kormilev, 1962
- Phymata communis Handlirsch, 1897
- Phymata conspicua Scott, 1874
- Phymata crassipes (Fabricius, 1775)
- Phymata debilis Handlirsch, 1897
- Phymata delpontei Kormilev, 1950
- Phymata denieri Kormilev, 1950
- Phymata distanti Handlirsch, 1897
- Phymata drakei Kormilev, 1957
- Phymata emarginata Guérin, 1859
- Phymata erosa (Linnaeus, 1758)
- Phymata fasciata (Gray, 1832)
- Phymata foersteri Kormilev, 1951
- Phymata granulosa Handlirsch, 1897
- Phymata griseipennis Horváth, 1907
- Phymata guerini Lethierry & Severin, 1894
- Phymata handlirschi Champion, 1898
- Phymata haywardi Kormilev, 1950
- Phymata husseyi Kormilev, 1951
- Phymata inconspicua Kormilev, 1962
- Phymata integra Westwood, 1843
- Phymata interjecta Dudich, 1922
- Phymata jamaicensis Kormilev, 1963
- Phymata karschii Handlirsch, 1897
- Phymata laciniata Handlirsch, 1897
- Phymata lindigiana Melin, 1930.
- Phymata longiceps Stål, 1860
- Phymata luteomarginata Kormilev, 1957
- Phymata luxa Evans, 1931
- Phymata maculata Kormilev, 1957
- Phymata maculipennis Handlirsch, 1897
- Phymata malaisei Kormilev, 1962
- Phymata mansosotoi Kormilev, 1952
- Phymata marginata Fabricius, 1803
- Phymata mayri Kormilev, 1962
- Phymata minuta Kormilev, 1962
- Phymata monstrosa (Fabricius, 1794)
- Phymata nasuta Kormilev, 1965
- Phymata noualhieri Handlirsch, 1897
- Phymata oxycephala Dudich, 1922
- Phymata pacifica Evans, 1931
- Phymata pallida Kormilev, 1957
- Phymata parilis Dudich, 1922
- Phymata parva Handlirch, 1897
- Phymata pennsylvanica Handlirsch, 1897
- Phymata peruensis Melin, 1930
- Phymata phyllomorpha Handlirsch, 1897
- Phymata praestans Handlirch, 1897
- Phymata producta Hoberlandt, 1944
- Phymata prolata Froeschner & Kormilev, 1989
- Phymata pulchra Dudich, 1922
- Phymata reticulata Handlirsch, 1897
- Phymata rhynocerata Kormilev, 1957
- Phymata riojana Pennington, 1921
- Phymata roqueensis Melin, 1930
- Phymata rossi Evans, 1931
- Phymata saileri Kormilev, 1957
- Phymata salicis Cockerell, 1900
- Phymata saopaulensis Hoberlandt, 1944
- Phymata scabrosa Handlirch, 1897
- Phymata severini Handlirsch, 1897
- Phymata simulans Stål, 1860
- Phymata spinosissima Mayr, 1865
- Phymata subarmata Kormilev, 1953
- Phymata subinermis Horváth, 1907
- Phymata swederi Stål, 1860
- Phymata turnbowi Kormilev, 1983
- Phymata variegata Kormilev, 1963
- Phymata venezuelana Kormilev, 1950
- Phymata vianai Kormilev, 1950